# Prosper Wielemans-Ceuppens
Jean Prosper Wielemans-Ceuppens, né le 21 novembre 1850 à Bruxelles et y décédé le 14 avril 1932 fut un homme politique libéral belge.
Wielemans fut industriel (brasseur); il fut élu sénateur de l'arrondissement de Hasselt-Tongres-Maaseik dès 1919.

## Sources
- Liberaal Archief